# Frankliniella williamsi
Frankliniella williamsi är en insektsart som beskrevs av Ian A. Hood 1915. Frankliniella williamsi ingår i släktet Frankliniella och familjen smaltripsar. Inga underarter finns listade i Catalogue of Life.